# Cajibío
Cajibío è un comune della Colombia facente parte del dipartimento di Cauca.
Il centro abitato venne fondato da Carlos Velasco e Alvaro Paz nel 1560.